# Akcja Katolicka
Akcja Katolicka – ruch katolików świeckich (laikatu), zmierzający do większego nasycenia życia publicznego wartościami chrześcijańskimi, powstały w 1876 r. pod nazwą Opera dei Congressi w celu przeciwdziałania wzrostowi prądów liberalnych i antyklerykalnych.

## Historia i założenia
Apostolstwo świeckich zawsze towarzyszyło ewangelizacyjnej misji Kościoła katolickiego, nie miało jednak określonych jasno zadań i struktur organizacyjnych. Mimo ich braku, w ciągu wieków odegrało ono olbrzymią rolę. Nawet w okresach zawirowań religijnych, istniała grupa ludzi pracujących na rzecz ewangelizacji. Przykładem może tu być działalność choćby tzw. Trzecich Zakonów – tercjarzy św. Franciszka i św. Dominika, znane są też prace świeckich na polu działalności charytatywnej. Dopiero w XIX w. podjęto próby tworzenia zorganizowanych ruchów o charakterze katolickim. W ten sposób doszło do kształtowania się ogólnego ruchu pod nazwą akcji katolickiej.
Gdy papież Pius X zaproponował ją Kościołowi, chodziło o akcję katolicką (pisaną małą literą), rozumianą jako aktywność apostolską wiernych świeckich. Z czasem uświadomiono sobie, że tego rodzaju działalność nie jest w pełni możliwa bez struktur organizacyjnych, które w sposób wyraźny ukształtowały się dopiero za pontyfikatu Piusa XI. Wtedy zaczęto używać wyrażenia „Akcja Katolicka” w znaczeniu nazwy własnej. Nie było pod tym względem ścisłej konsekwencji. Np. o wielu organizacjach ściśle współpracujących z Akcją Katolicką i realizujących jej program mówiono, że są one Akcją Katolicką. Dziś to wyrażenie faktycznie należy traktować jako nazwę zastrzeżoną dla konkretnej organizacji, choć trzeba ją również widzieć w kontekście szerszym. W tym szerszym ujęciu byłyby to ponadto inne ruchy katolików świeckich, upowszechniające wartości chrześcijańskie w życiu publicznym.

## Papieskie inspiracje

### Nowatorstwo Leona XIII

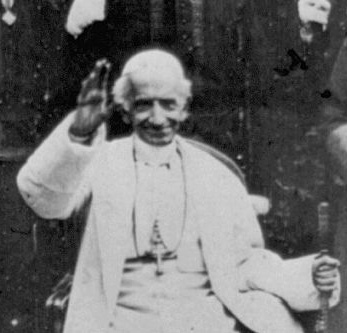
Leon XIII

Na przełomie XIX i XX w. duży wpływ na kształtowanie się idei akcji miała działalność papieża Leona XIII. Jego społeczne encykliki powodowały budzenie się wśród katolików świeckich świadomości, że oni także są odpowiedzialni – obok hierarchii kościelnej – za losy Kościoła. Odpowiedzialność to czynne angażowanie się w apostolstwo. Zaczęły wówczas powstawać stowarzyszenia robotników i związki młodzieży chrześcijańskiej.
Papież ten, budując chrześcijański ustrój społeczny, olbrzymią rolę wyznaczał świeckim. W swojej najsłynniejszej encyklice społecznej z 15 maja 1891 r. Rerum novarum stwierdził, że dwa główne czynniki – hierarchia kościelna i wierni świeccy – muszą współpracować, aby społeczeństwo zmierzało do właściwego celu i panował spokój społeczny. Całą społeczną działalność tego papieża można uważać za pierwszy krok do ukształtowania późniejszej Akcji Katolickiej.

### Zamysły Piusa X
Akcja Katolicka jako nazwa pojawiła się w 1903 r. Papież Pius X w swym motu proprio z grudnia 1903 r. rozwijający się ruch apostolstwa świeckich określił jako chrześcijańską akcję ludową lub akcją katolicką. Chcąc nadać temu ruchowi określony kierunek, ogłosił encyklikę Il fermo proposito w 1905 r., w której po raz pierwszy ten ruch nazwano Akcją Katolicką (lub też Akcją Katolików).
Według niego Akcja to prawdziwe apostolstwo na cześć i chwałę Chrystusa. Pius X wezwał świeckich do brania czynnego udziału w różnych działaniach na rzecz dobra Kościoła, społeczeństwa i jednostki. Mają one na celu zbawienie dusz i rozszerzenie Królestwa Bożego wśród wiernych, ich rodzin i w społeczeństwie. Środkami do realizacji tych zadań jest praktykowanie cnót chrześcijańskich, szerzenie Ewangelii oraz spełnianie miłosiernych uczynków. W ten sposób Chrystus ma być wprowadzony do rodzin, szkół, społeczeństwa. Całe to działanie ma odbywać się w ścisłym współdziałaniu z Kościołem. Pius X zajął się również organizacją struktur Akcji.

### Decyzje Piusa XI

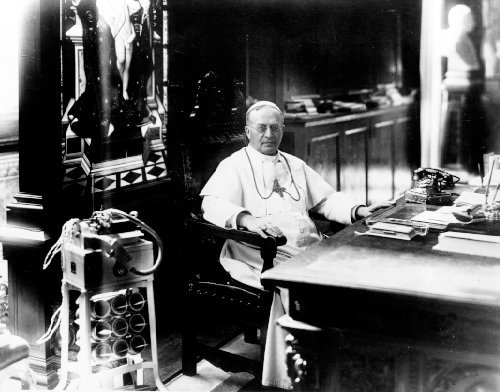
Pius XI

Przeżycia związane z I wojną światową spowodowały, że papież Pius XI zamierzał działać na rzecz pokoju między narodami. Jednym ze sposobów odnowienia całej ludzkiej społeczności było wezwanie wiernych wszystkich stanów i bez względu na wiek do zjednoczenia się w apolitycznej Akcji Katolickiej. W kilka lat po wyborze na Stolicę Apostolską zaczęto go nazywać papieżem Akcji Katolickiej.
Była ona dla Piusa XI dziełem niezwykle ważnym. Do żadnego chyba tematu i sprawy nie powracał tak często, jak do Akcji. Troska o jej rozwój przewija się w encyklikach, listach i przemówieniach. Nadał jej urzędowy podpis, urzędową pieczęć najwyższej instancji kościelnej. W rezultacie samorzutny czyn świeckich katolików miał stać się od tej pory ogólnym niesieniem pomocy na wszystkich płaszczyznach pracy duszpasterskiej. Dotychczasowe sporadyczne i przypadkowe kształcenie świeckich apostołów stawało się systemem z kościelnym zatwierdzeniem.
Według papieża AK to udział, współpraca i współdziałanie świeckich katolików w hierarchicznym apostolstwie Kościoła. Zadania Akcji to nic innego jak współpraca świeckich i hierarchii w rozprzestrzenieniu Królestwa Chrystusa. Świeccy mają być urzędowymi pomocnikami hierarchii kościelnej.
Tak właśnie w 1922 r. w encyklice Ubi arcano Dei określił definicje i zadania Akcji. Za główny środek zaradczy na skutki wojny wśród ludzi, uznał wprowadzenie pokoju w ich serca i pojednanie między nimi. „Trzeba odbudować Królestwo Chrystusowe na ziemi” – pisał, a dokonać tego mają wspólnie apostołowie świeccy i hierarchia kościelna.
Komentarz do tej encykliki stanowi list z 1928 r. do kardynała Adolfa Bertrama, arcybiskupa wrocławskiego, o powszechnych podstawach i zasadach Akcji. Papież określił ją jako inicjatywę duchową, religijną, oddziałującą społecznie, zdecydowanie jednak odcinającą się od problematyki świeckiej, a w szczególności politycznej. Celem jej jest obrona wiary i obyczajów, budowa Królestwa Chrystusowego na ziemi. Mogą w niej uczestniczyć wszyscy katolicy bez różnicy wieku, płci, środowiska społecznego lub przynależności partyjnej (oczywiście jeżeli w swej działalności nie są w sprzeczności z nauką Kościoła). Akcja ma też za zadanie wychowywać i przygotowywać swych członków do życia publicznego. Z tego też względu powinna być otoczona opieką nie tylko biskupów i kapłanów, ale także państwa.
Akcja może przyjąć różne formy organizacyjne w poszczególnych państwach, ale pozostaje w jednolitych ramach organizacyjnych i pod jednym kierownictwem. Jej wzorem pod względem organizacyjnym powinna być włoska Akcja Katolicka.
W 1928 r. papież ten ostatecznie określił zadania i cele Akcji.

## Formy organizacyjne
W pierwszej fazie organizowania się AK episkopaty większości krajów, np. Polski, Holandii, Jugosławii, Czechosłowacji, za organizacje AK uznały już istniejące w tych krajach organizacje katolickie. W dalszym stadium rozwoju kraje Ameryki Łacińskiej, Hiszpania (1931), Polska (1934) oparły organizację AK o cztery stany naturalne: mężczyźni, kobiety, młodzież męska i młodzież żeńska, tzw. kolumny wzorując się w tym na Włoszech, które model kolumn wypracowały zgodnie do wytycznych Papieża Piusa XI.
Późniejsza praktyka pokazała jednak, że ten punkt wyjścia nie był słuszny. Istniejące z natury rzeczy zróżnicowania społeczno-kulturowe, zawodowe domagały się wypracowania modelu uwzględniającego zróżnicowania środowiskowe. Podjęto je głównie w Belgii, Francji, Kanadzie.

## Akcja w Polsce

### Czasy zaborów
Kilka lat po ukazaniu się Rerum novarum biskup Józef Bilczewski oraz biskup Józef Sebastian Pelczar powołali do życia Akcję Katolicką w Galicji, która oprócz czytelni ludowych, kół rolniczych i kas oszczędnościowych zajmowała się również pomocą potrzebującym.

### W II Rzeczypospolitej
II Rzeczpospolita istniała w latach 1918–1939. Powstała ona po rozpadzie państw zaborczych. W tym też okresie katolicy świeccy wraz z hierarchią kościelną zakładali różne koła pod wspólną nazwą Akcja Katolicka. Były osobne grupy dla kobiet, mężczyzn, dzieci i młodzieży. Cieszyły się one niezwykłą popularnością. W 1939 r. liczba członków Akcji Katolickiej wzrosła do 750 tys. (według R. Kaczmarka ok. 650 tys.).
Liczne pisma wydawane przez młodzież szkolną w II Rzeczypospolitej stanowiły jeden z elementów procesu wychowawczego. Oprócz dużych miast, gdzie działały bardziej znaczące szkoły, pisma takie ukazywały się także w mniejszych ośrodkach. W Świeciu nad Wisłą uczniowie gimnazjum zaczęli wydawać od 13 stycznia 1931 r. miesięcznik „Gregorianum”, który ukazywał się do 1939 r. Opiekunem grupy młodych osób tworzących pisemko był ksiądz Maksymilian Dunajski. Na łamach „Gregorianum” przedstawiano aktualne sprawy z działalności gimnazjum, przede wszystkim wyniki w kształceniu, działalność licznych kół zainteresowań, wyniki wyborów do samorządu szkolnego, przebieg i rezultaty różnorodnych zawodów sportowych. Swoje miejsce zajmowała również tematyka religijna. Prezentowane zagadnienia poruszały życie religijne miasta i powiatu oraz lokalnych organizacji i stowarzyszeń katolickich.
Wybuch wojny i powojenne układy zwycięskich koalicjantów przerwały na długie lata działalność tego stowarzyszenia.

### W Polsce Ludowej
W Polsce Ludowej działalność Akcji Katolickiej była zakazana. W tym czasie, w latach 60., odbywał się w Rzymie sobór watykański II, który w Dekrecie O apostolstwie świeckich (DA, 20) wymienił cztery cechy konstytutywne Akcji Katolickiej, odróżniające ją od innych organizacji katolickich:
1. cel identyczny z celem Kościoła;
2. przyjęcie przez świeckich odpowiedzialności w Kościele i za Kościół;
3. zorganizowana działalność;
4. działalność „pod zwierzchnim kierownictwem” samej hierarchii, która może nawet zatwierdzić tę współpracę przez wyraźne udzielenie mandatu.

W okresie rządów komunistycznych dochodziło do licznych przejawów wzmożonej dyskryminacji obywateli za ich przekonania religijne.

### W III Rzeczypospolitej
III Rzeczpospolita wytworzyła się po przemianach po 1989 r. Powróciła wówczas religia do szkół, zaś katolicy świeccy mogli swobodnie zrzeszać się w organizacje dotąd zakazanych. Powstała również Akcja Katolicka. O woli jej reaktywowania mówił Jan Paweł II do biskupów polskich podczas ich wizyty w Rzymie 12 stycznia 1993 roku. Wypowiedział wówczas znamienne słowa: Niezastąpionym środkiem formacji apostolskiej świeckich są organizacje, stowarzyszenia i ruchy katolickie. Wśród nich szczególne miejsce zajmuje Akcja Katolicka, która kiedyś w Polsce żyła i przyniosła tyle wspaniałych owoców. Trzeba więc, aby na nowo odżyła. Bez niej bowiem infrastruktura zrzeszeń katolickich w Polsce byłaby niepełna. Papież mówił też o innych powstających organizacjach katolickich: Ze szczególnym zadowoleniem powitałem decyzję dotyczącą ponownego powołania do życia Katolickiego Stowarzyszenia Młodzieży.
O celu i zadaniach Akcji mówi artykuł 9. jej statutu:
1. Celem Akcji Katolickiej jest pogłębianie formacji chrześcijańskiej oraz organizowanie bezpośredniej współpracy katolików świeckich z hierarchią kościelną w prowadzeniu misji apostolskiej Kościoła.
2. Akcja Katolicka realizuje swój cel przez: pogłębienie życia religijnego, moralnego, intelektualnego i kulturalnego oraz ukierunkowanie na zadania apostolskie, przenikanie wartościami ewangelicznymi życia społecznego, zajmowanie stanowiska w sprawach publicznych Kościoła, a zwłaszcza reagowanie na zagrożenia wiary i moralności chrześcijańskiej, kształcenie działaczy katolickich i wychowanie ich do aktywności w życiu społecznym, gospodarczym, kulturalnym i politycznym.

Najwyższym organem stowarzyszenia jest Krajowy Instytut Akcji Katolickiej. Każda ze struktur posiada swój własny zarząd i asystenta kościelnego. Ponadto władzami Instytutów: Krajowego i Diecezjalnych są Rady. Rada DIAK składa się z prezesów parafialnych i osób nominowanych przez biskupa ordynariusza, natomiast Radę KIAK tworzą prezesi DIAK-ów i jeden delegat instytutów diecezjalnych. Diecezjalne Instytuty Akcji Katolickiej działają w większości diecezji. Stowarzyszenie skupia w Polsce ok. 35 tys. członków.
Także Benedykt XVI zachęcał polskich katolików świeckich do tworzenia akcji katolickich. Przemawiając do biskupów polskich przybyłych z wizytą Ad limina apostolotum do Rzymu w dniu 9 grudnia 2005 r. powiedział m.in.: Wiem, że podczas ostatniej wizyty ad limina Jan Paweł II zachęcał Was do odrodzenia w Polsce Akcji Katolickiej wraz z Katolickim Stowarzyszeniem Młodzieży. To zadanie zostało wykonane na płaszczyźnie strukturalnej. Trzeba jednak dołożyć starań, aby Akcja Katolicka i KSM miały coraz bardziej przejrzysty i dojrzały program oraz by został wypracowany ich własny profil duchowy.
Patronem Akcji Katolickiej w Polsce jest błogosławiony Stanisław Kostka Starowieyski oraz święty Jan Paweł II.
Patroni Akcji Katolickiej w wybranych diecezjach:
- bielsko-żywiecka – Najświętsza Maryja Panna, Matka Kościoła
- krakowska – św. Jadwiga Andegaweńska
- łódzka – Święta Rodzina z Nazaretu
- poznańska – bł. Edmund Bojanowski
- przemyska – św. Andrzej Bobola
- rzeszowska i zamojsko-lubaczowska – bł. Stanisław Starowieyski
- tarnowska – bł. Karolina Kózkówna
- toruńska – św. Wojciech

### Prezesi Zarządu Akcji Katolickiej
- Andrzej Kamiński – od 2024 roku[6]
- Urszula Furtak – od 2016 roku do 2024 roku[7]
- Halina Szydełko – od 2005 do 2016 roku[7][8]
- Jan Stefanek – od 2001[9] do 2005 roku[10]
- Halina Szydełko – od 1998 do 2001 roku[7][8]